# てんちょおのワタナベさん
『てんちょおのワタナベさん』は刻田門大による日本の4コマ漫画作品。『まんがタイムきらら』（芳文社）2002年7月号から2005年10月号まで連載された。単行本は全3巻。

## 概要
秋葉原を舞台とした「パソコンショップ ワタナベ」の面々を描く4コマ漫画。
「まんがタイムきらら」創刊時の立ち上げ作品の1つ。
子供に間違えられる小さくてドジな店長と、それをフォローする面々の日常が描かれる。

## 登場人物
渡辺真奈美
「パソコンショップ ワタナベ」の店長。
頻繁に小学生に間違えられるほど小さくてドジ体質。実際は26歳のれっきとした大人。ビールを愛飲している。
よく転ぶため、物品や店内の破壊は日常的であり、相当な額の被害が出ている模様。
物凄く鈍く、レジでの計算もおぼつかなく、簡単な漢字もよくど忘れする。
パソコンに関しては非常に詳しい半面、ビデオの録画は出来ない。
料理の腕も残念であり、食した人は失神や入院をしてしまう。
真鍋とはOL時代に知り合い、独立してパソコンショップを共に始めることになる。
高橋敏哉
「パソコンショップ ワタナベ」のアルバイトで、比較的常識人の男子。
店員の真鍋と共にワタナベのフォローやサポート行うことが多い。
実は料理やお菓子作りが趣味。
普段はしっかり者なのだが、酔うとキス魔になる。
真鍋鈴
「パソコンショップ ワタナベ」の店員で、元OL。
ワタナベに早苗を紹介し、共にお店を始めた立役者。ワタナベとは以前からの友人であり、早苗とは同じ高校だった。
OL時代はやり手であったものの、会社に憤りを感じて独立を考えていた時にワタナベがパソコンショップを始める話を聞き、それに協力する形で二人で現在の店を立ち上げる。
暴力的なところもあるが、ワタナベの保護者かつストッパーであったり従業員としても優秀である等、非常に頼りになる人。ただし、パソコンの事はあまり分からず、電源の切り方も知らない。
見た目に反してカワイイ物が好きで、実は元漫画研究部。店内のPOPやお店のチラシに漫画を掲載したこともある。同人誌を描いてサークル「マナマナ」として活動もしている。フィギアを作ることもある。
暗いところやナメクジが苦手で、カナヅチなどの弱点もある。
花粉症持ち。
渡辺智美
ワタナベの姪で、まだ小学4年生ではあるが叔母とは対照的に発育がよく、大人に間違えられる。
身長だけでなく、接客に関してはワタナベとは対照的にてきぱきこなすため、頻繁にお店の手伝いに来ている。
小さい頃にワタナベに面倒を見てもらっていたため、ワタナベの事を「ナベママ」と呼んでいる。
真鍋同様に花粉症持ち。
大名字早苗
「パソコンショップ ワタナベ」の入っているテナントビルのオーナー。
ワタナベのことが大好き。
パソコンの事は全く知らず、自身のビルでテナントをやっているワタナベが何の店をやっているかも知らなかった。
いつでもワタナベに会えるよう、ビルも改造済みであり、正真正銘の神出鬼没。
土門風花
「パソコンショップ ワタナベ」の向かいに出来た「パソコンショップ ドモン」の店長。
ワタナベ同様小学生にしか見えないものの、女子高生。
土門財閥の次期会長であり、社会勉強のためにパソコンショップを経営することに。
思考や行動がワタナベと非常に近い。ただ、子供のような思考をしている一方で妙に礼儀正しい一面もある。
敏哉のことを気に入っており、ヘッドハンティングしようとしている。
お付きの人がいる。

## 単行本
- 芳文社より「まんがタイムKRコミックス」として刊行されている。
  - 第1巻 （2003年10月15日発行） ISBN 4-8322-7502-X
  - 第2巻 （2004年11月10日発行） ISBN 4-8322-7520-8
  - 第3巻 （2005年12月13日発行） ISBN 4-8322-7553-4